# For Bitter or Worse (nummer)
For Bitter or Worse is een nummer van zangeres Anouk afkomstig van het album For Bitter or Worse.
In januari 2010 bracht Anouk dit nummer uit als haar derde single.
Het nummer "For Bitter or Worse" is tevens de titelsong van de film "De gelukkige huisvrouw". Voor de film is een aangepaste versie van de videoclip gemaakt die beelden van de film bevat.

## Hitnoteringen

### Nederlandse Top 40
| Hitnotering: 06-02-2010 t/m 01-05-2010 | Hitnotering: 06-02-2010 t/m 01-05-2010 | Hitnotering: 06-02-2010 t/m 01-05-2010 | Hitnotering: 06-02-2010 t/m 01-05-2010 | Hitnotering: 06-02-2010 t/m 01-05-2010 | Hitnotering: 06-02-2010 t/m 01-05-2010 | Hitnotering: 06-02-2010 t/m 01-05-2010 | Hitnotering: 06-02-2010 t/m 01-05-2010 | Hitnotering: 06-02-2010 t/m 01-05-2010 | Hitnotering: 06-02-2010 t/m 01-05-2010 | Hitnotering: 06-02-2010 t/m 01-05-2010 | Hitnotering: 06-02-2010 t/m 01-05-2010 | Hitnotering: 06-02-2010 t/m 01-05-2010 | Hitnotering: 06-02-2010 t/m 01-05-2010 | Hitnotering: 06-02-2010 t/m 01-05-2010 |
| Week:                                  | 1                                      | 2                                      | 3                                      | 4                                      | 5                                      | 6                                      | 7                                      | 8                                      | 9                                      | 10                                     | 11                                     | 12                                     | 13                                     |                                        |
| -------------------------------------- | -------------------------------------- | -------------------------------------- | -------------------------------------- | -------------------------------------- | -------------------------------------- | -------------------------------------- | -------------------------------------- | -------------------------------------- | -------------------------------------- | -------------------------------------- | -------------------------------------- | -------------------------------------- | -------------------------------------- | -------------------------------------- |
| Positie:                               | 38                                     | 32                                     | 31                                     | 27                                     | 18                                     | 14                                     | 14                                     | 19                                     | 23                                     | 22                                     | 22                                     | 33                                     | 40                                     | uit                                    |

### NederlandseSingle Top 100
| Hitnotering: 20-02-2010 t/m 12-06-2010 | Hitnotering: 20-02-2010 t/m 12-06-2010 | Hitnotering: 20-02-2010 t/m 12-06-2010 | Hitnotering: 20-02-2010 t/m 12-06-2010 | Hitnotering: 20-02-2010 t/m 12-06-2010 | Hitnotering: 20-02-2010 t/m 12-06-2010 | Hitnotering: 20-02-2010 t/m 12-06-2010 | Hitnotering: 20-02-2010 t/m 12-06-2010 | Hitnotering: 20-02-2010 t/m 12-06-2010 | Hitnotering: 20-02-2010 t/m 12-06-2010 | Hitnotering: 20-02-2010 t/m 12-06-2010 | Hitnotering: 20-02-2010 t/m 12-06-2010 | Hitnotering: 20-02-2010 t/m 12-06-2010 | Hitnotering: 20-02-2010 t/m 12-06-2010 | Hitnotering: 20-02-2010 t/m 12-06-2010 | Hitnotering: 20-02-2010 t/m 12-06-2010 | Hitnotering: 20-02-2010 t/m 12-06-2010 | Hitnotering: 20-02-2010 t/m 12-06-2010 | Hitnotering: 20-02-2010 t/m 12-06-2010 |
| Week:                                  | 1                                      | 2                                      | 3                                      | 4                                      | 5                                      | 6                                      | 7                                      | 8                                      | 9                                      | 10                                     | 11                                     | 12                                     | 13                                     | 14                                     | 15                                     | 16                                     | 17                                     |                                        |
| -------------------------------------- | -------------------------------------- | -------------------------------------- | -------------------------------------- | -------------------------------------- | -------------------------------------- | -------------------------------------- | -------------------------------------- | -------------------------------------- | -------------------------------------- | -------------------------------------- | -------------------------------------- | -------------------------------------- | -------------------------------------- | -------------------------------------- | -------------------------------------- | -------------------------------------- | -------------------------------------- | -------------------------------------- |
| Positie:                               | 33                                     | 27                                     | 36                                     | 36                                     | 33                                     | 24                                     | 24                                     | 21                                     | 33                                     | 30                                     | 34                                     | 26                                     | 34                                     | 46                                     | 72                                     | 60                                     | 87                                     | uit                                    |

### NPO Radio 2 Top 2000
| Nummer met noteringen in de NPO Radio 2 Top 2000 | '10 | '11 | '12 | '13 | '14 | '15 | '16 | '17 | '18 | '19  | '20  | '21  | '22  | '23  | '24  |
| ------------------------------------------------ | --- | --- | --- | --- | --- | --- | --- | --- | --- | ---- | ---- | ---- | ---- | ---- | ---- |
| For Bitter or Worse                              | 400 | 269 | 202 | 358 | 429 | 600 | 849 | 874 | 919 | 1031 | 1088 | 1266 | 1453 | 1400 | 1723 |

1. ↑  Een vetgedrukt getal geeft de hoogste notering aan.
2. ↑  2010 was het eerste jaar met een notering voor dit nummer.